# Mühldorf (Dolní Rakousy)
Mühldorf je městys v Rakousku ve spolkové zemi Dolní Rakousy v okrese Kremže. Žije v něm 1 386 obyvatel (podle sčítání z roku 2016).

## Poloha
Mühldorf se nachází ve spolkové zemi Dolní Rakousy v regionu Waldviertel. Leží 20 km západně od okresního města Kremže. Prochází jím silnice 217, která vede z Ottenschlagu do Spitze. Plocha území městyse činí 28,43 km2, z nichž 64,1 % je zalesněných.

### Členění
Území městyse Mühldorf se skládá z devíti částí (v závorce je uveden počet obyvatel k 1. 1. 2016):
- Amstall (36)
- Elsarn am Jauerling (178)
- Mühldorf (340)
- Niederranna (150)
- Oberranna (18)
- Ötz (177)
- Ötzbach (81)
- Povat (107)
- Trandorf (279)

## Historie
V Mühldorfu byla 6. prosince 1886 založena první rakouská banka Raiffeisenbank.

## Politika

### Starostové
- do roku 2006 Anton Martin (ÖVP)
- 2006–2016 Manfred Hackl (ÖVP)
- od roku 2016 Beatrix Handl (ÖVP)[1]

## Pozoruhodnosti
- Hrad Oberranna
- Trenninghof
- Pekařské muzeum

## Osobnosti
- Ernst Vergani (1848–1915), zakladatel rakouské banky Raiffeisenbank
- Erne Seder (1925–2006), herečka
- Erwin Hameseder (* 1956), bankovní manažer a četař
- Kurt Palm (* 1955), spisovatel a režisér
- Helmut Denk (* 1940), lékař a prezident rakouské akademie věd
- Thomas Futterknecht (* 1962), atlet

## Galerie

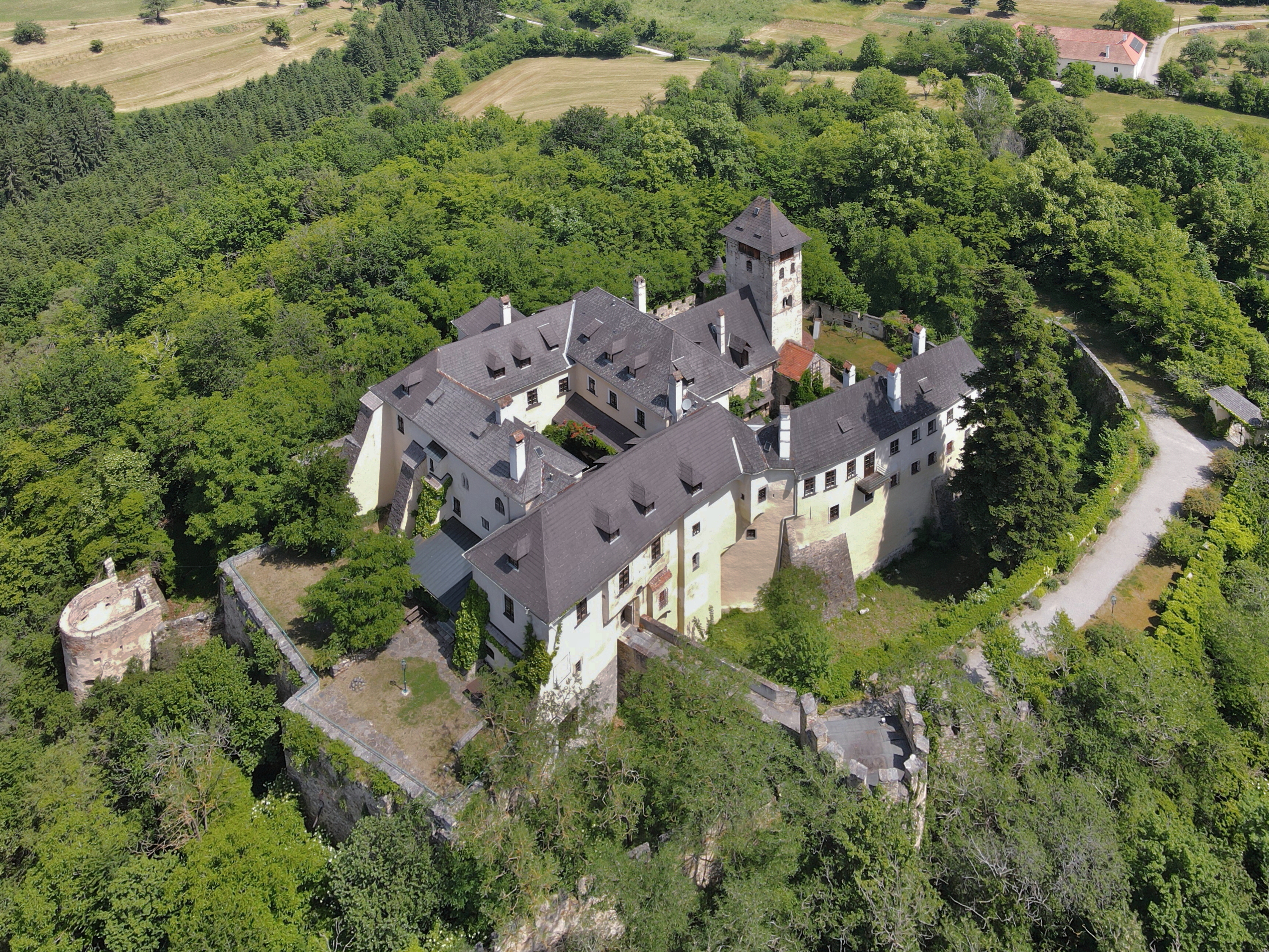
Hrad Oberranna
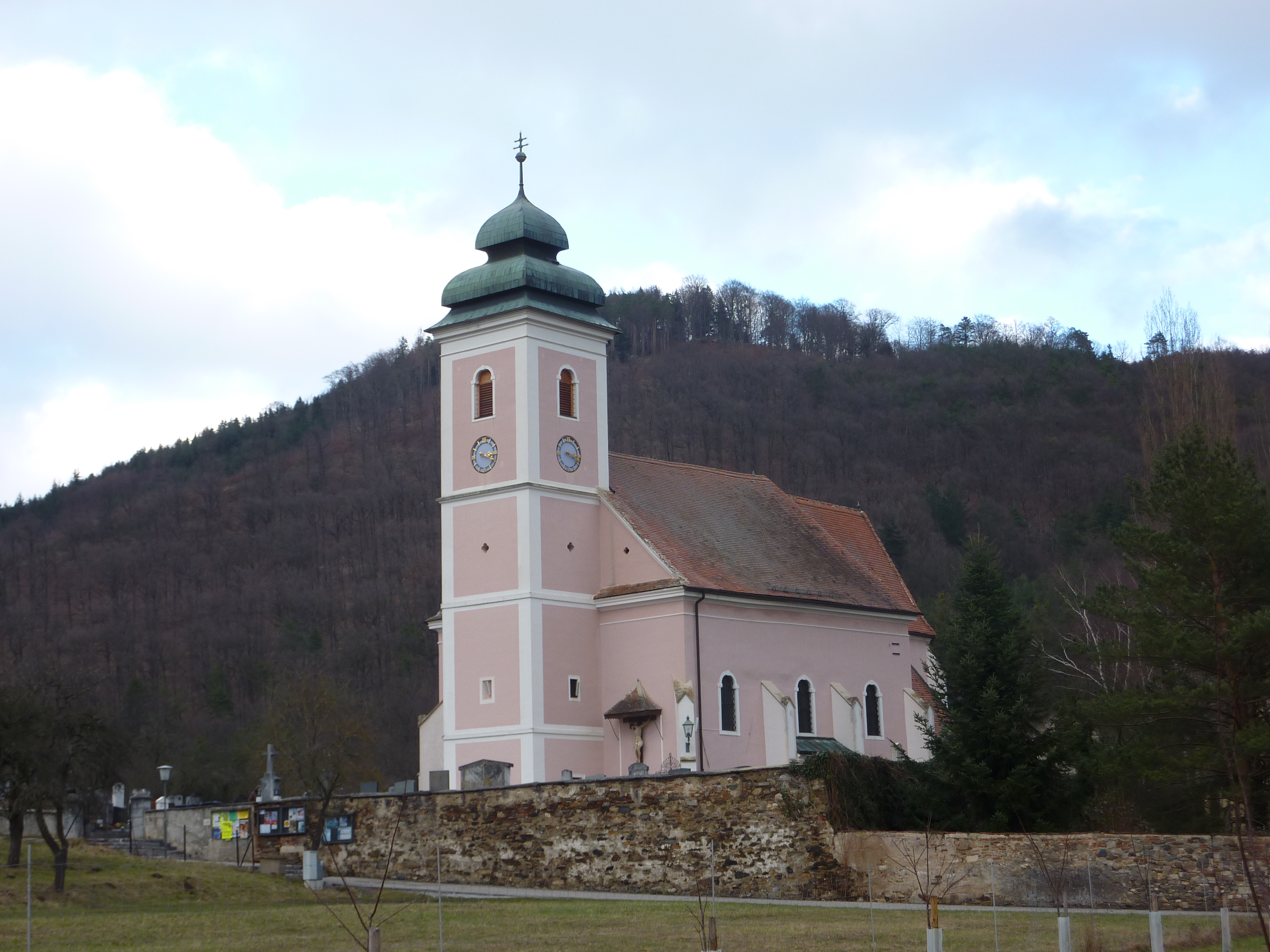
Farní kostel v Niederranně
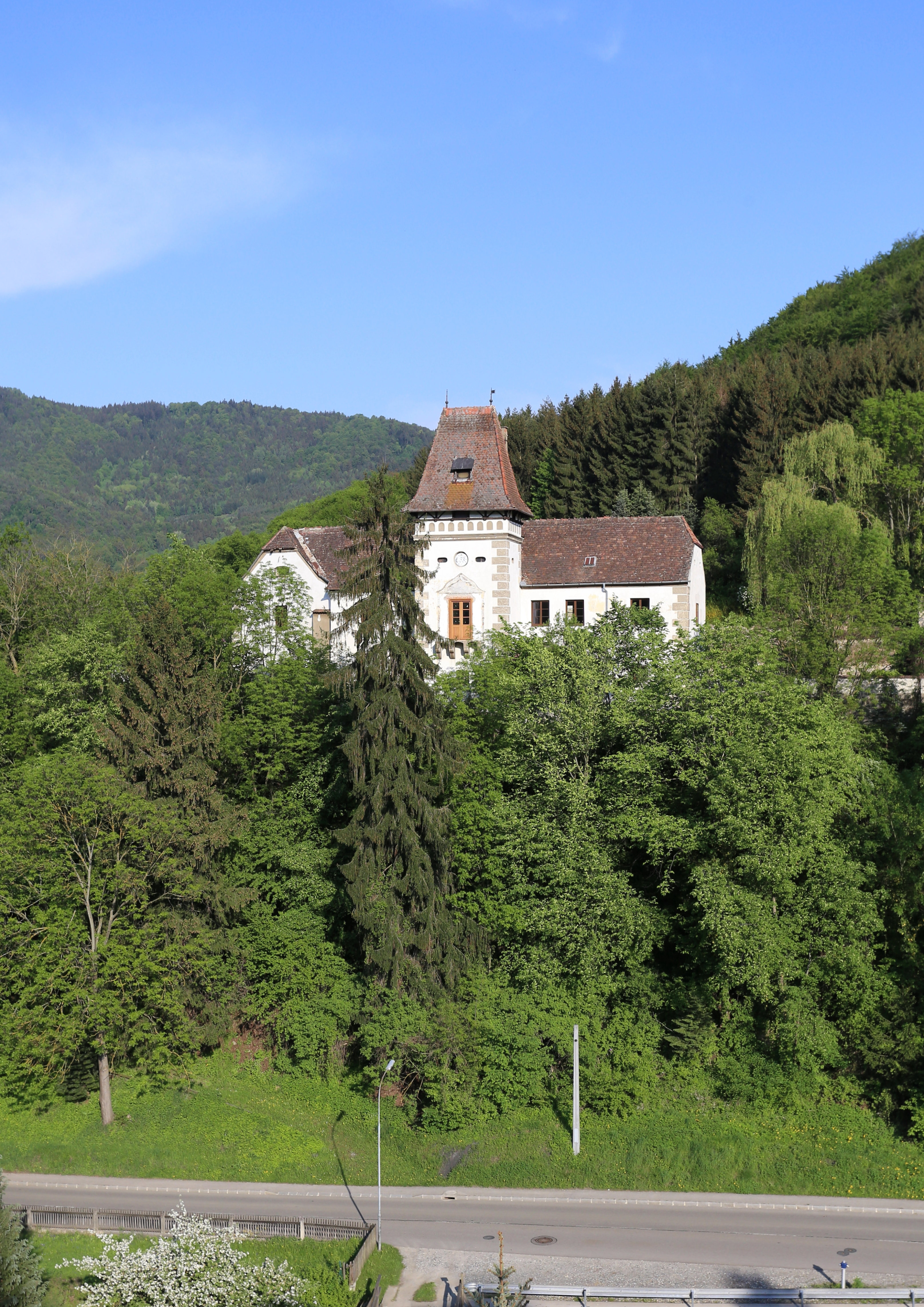
Trenninghof
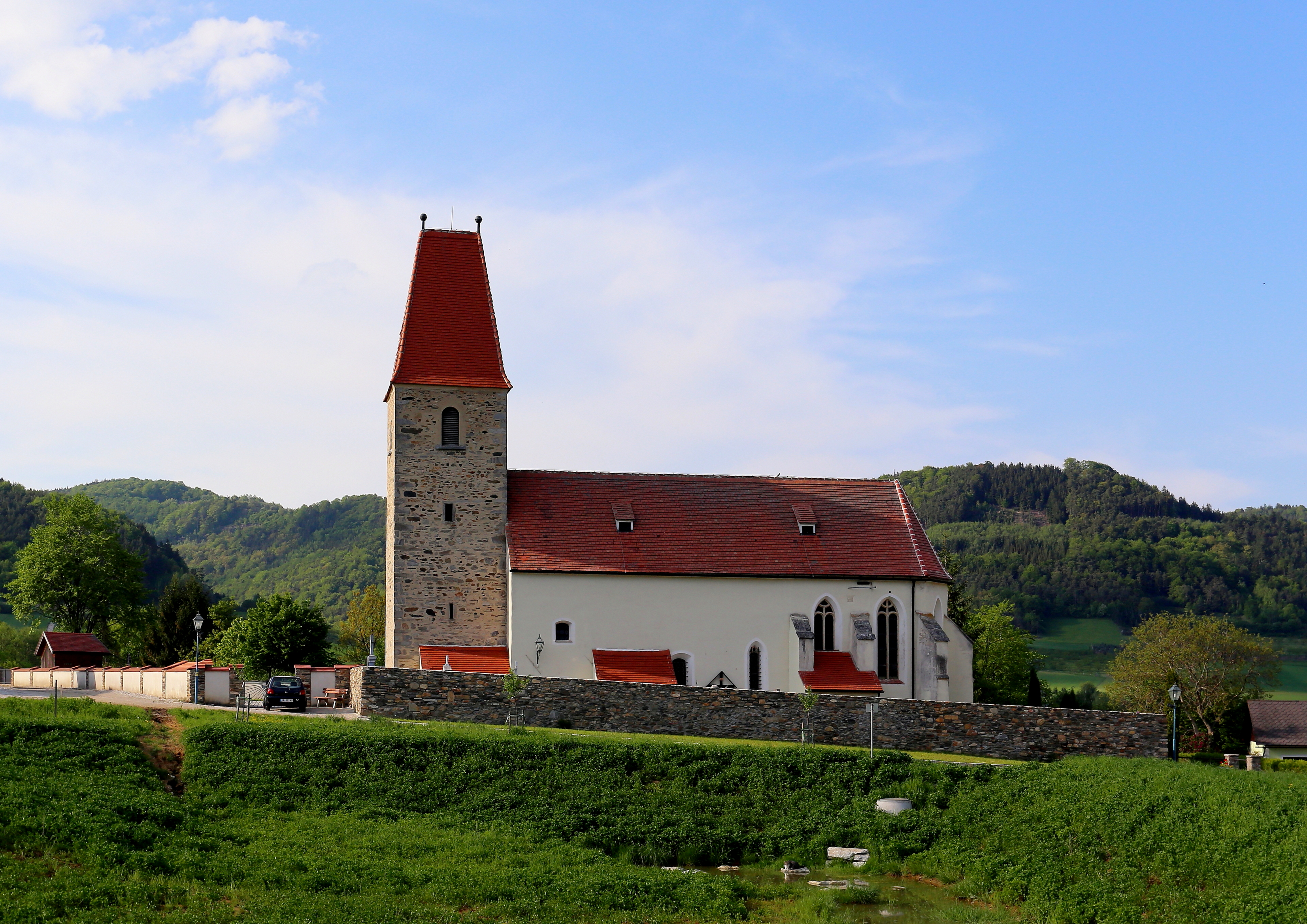
Kostel v Trandorfu